# Едвард Акіка
Едвард Акіка (англ. Edward Akika; 18 липня 1941) — нігерійський легкоатлет, чемпіон та призер Всеафриканських ігор, олімпієць.

## Життєпис
На літніх Олімпійських іграх 1964 року у Токіо (Японія) брав участь у змаганнях з бігу на 110 метрів з перешкодами, проте вибув вже у першому ж раунді.
На перших Всеафриканських іграх 1965 року у Браззавілі (Республіка Конго) переміг у змаганнях стрибунів у довжину, а також посів друге місце з бігу на 110 метрів з перешкодами.